# Ингушская литература
Ингушская литература (ингуш. гӏалгӏай литература), написанная  на ингушском (или русском) языке, развилась на основе устного народного творчества ингушей, влияние которого видно в характере различных жанров.
Ингушская письменная литература начала зарождаться в середине XIX века. Попытки ингушской интеллигенции последней трети XIX — начала XX вв. создать письменный язык и образцы литературных произведений внесли ценный вклад в формирование национальной литературы. В ингушской литературе 1870—1910-х годов популярным жанром был жанр очерка.
С установлением советской власти ингушская литература получила новый этап в развитии. Был сформирован ингушский литературный язык, была создана газета «Сердало», были написаны первые произведения на ингушском, началась переводческая работа. В произведениях конца 1910-х — 1930-х годах была популярна социальная ангажированность и агитационная направленность. В военном периоде наиболее актуальной в поэзии, драматургии и публицистике стала антифашистская тема. В 1944—57-х годах литературная деятельность ингушей была прервана в связи депортацией в Среднюю Азию и Казахскую ССР.

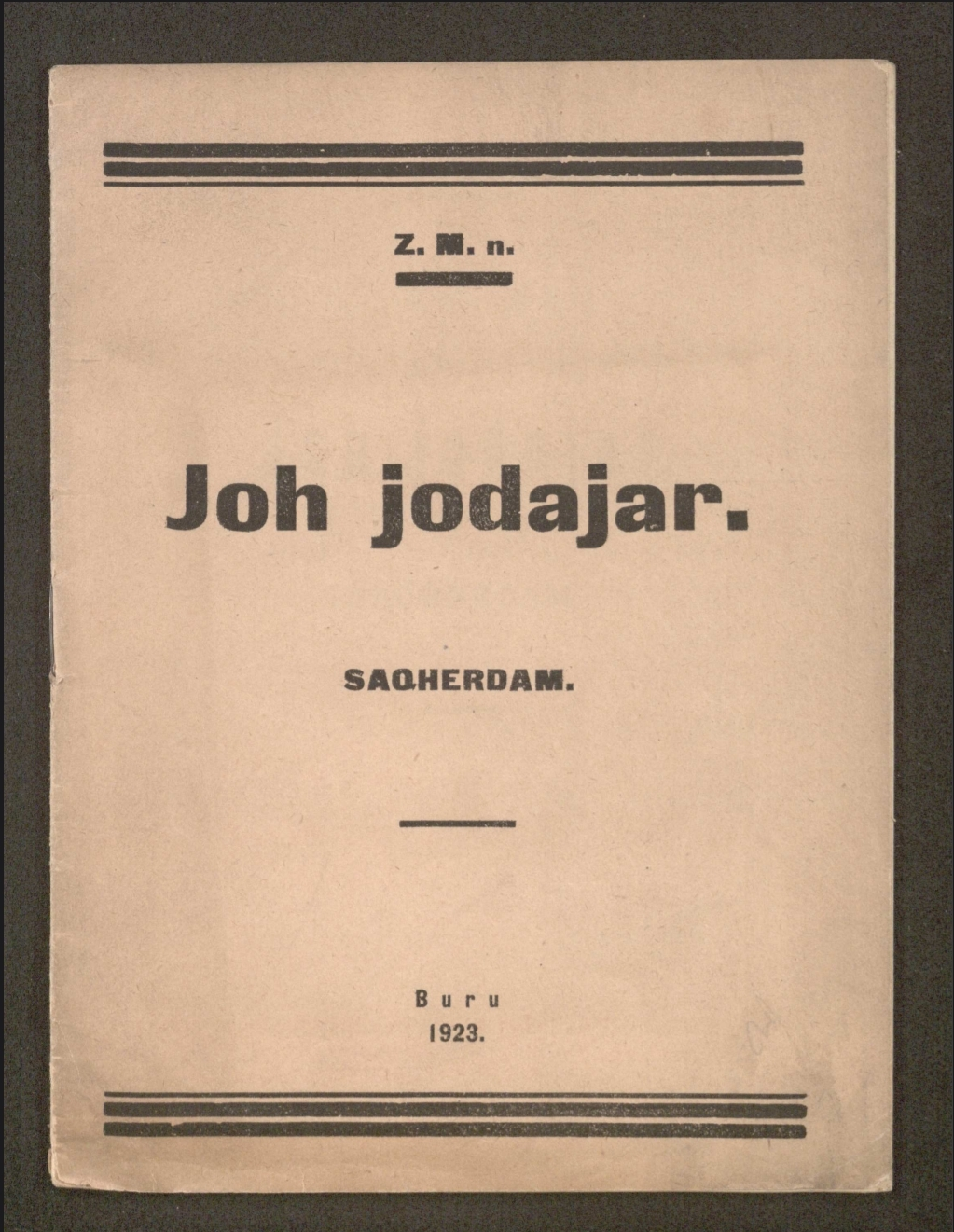
Обложка книги «Похищение девицы» (1923) З. К. Мальсагова. Первое художественное произведение на ингушском языке.

С восстановлением прав ингушского народа после XX съезда КПСС ингушская литература была «возрождена». Во 2-й половине 1950-х годов интенсивно развивалась поэзия, а также литературная критика. С 1958 года возобновился выход газеты «Сердало», а также начал выходить новый литературный альманах на ингушском языке «Утро гор». Написали свои социально-бытовые и историко-документальные романы и повести А. Х. Боков, И. М. Базоркин, А. П. Мальсагов и Б. Х. Зязиков. В прозе 1970—80-х годов выделялись сочинения А. А. Ведзижева, С. И. Чахкиева и М.-С. А. Плиева. Философские и гуманистические мотивы присутствуют в лирике Г. А. Гагиева, И. И. Торшхоева, М. С. Вышегурова и А. Т. Хашагульгова.
В 1990-е — начале 2000-х годов были написаны произведения в жанре документальной и исторической прозы (эссе и романы-эпопеи И. А. Кодзоева и др.); поэзия представлена социально-публицистической лирикой и философско-медитативными сонетами Р. М. Цурова. В 1992 году был образован Союз писателей Ингушетии. С 1997 года издаётся журнал «Литературная Ингушетия».

## Устное народное творчество

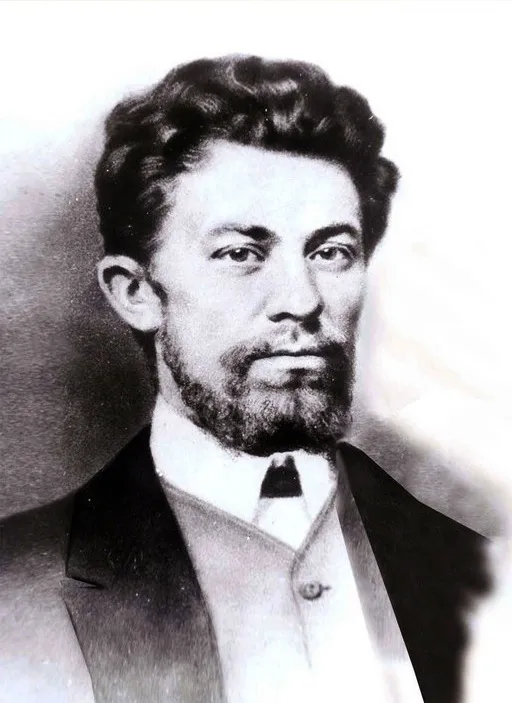
Ч. Э. Ахриев — первый ингушский этнограф в 1873 году. В 1870-х годах он записал и опубликовал ингушские фольклорные и этнографические материалы.

Устное народное творчество ингушей включает в себя сказания, нартский эпос, легенды, притчи, песни, пословицы и поговорки, в которых рассказывается о созидательном труде и борьбе за выживание народа. Устные произведения предшествовали письменным произведениям ингушской литературы. В героический эпос в поэтическом духе рассказывается о «благородстве, мужестве и справедливости» носителей народных идеалов. Как и другие северокавказские литературы, ингушская литература с духовно-культурной точки зрения основывается на устном творчестве ингушей. Литературовед Д. Д. Мальсагов считал в 1930-х годах, что роль фольклора в зарождении и развитии ингушской литературы огромна: «Изучение языка, стиля и формы народной литературы поможет ингушской письменной литературе в овладении родным языком и в создании высших форм литературного творчества […]».
Литературовед А. М. Аршаруни считал ингушские эпические песни разнообразными и весьма характерными по содержанию, мотивам и ритмам, и он выделял их среди эпосов народов Кавказа. Особенно он выделял песни и сказания, посвящённые нартам, в которых также фигурируют и другие герои, такие как Нахчуо, Бексултан, Бороган и Белхарой. Также встречаются песни и легенды, посвящённые абрекам Зелимхану, Сулумбеку и др. Также встречаются легенды, посвящённые происхождению ингушей, историческим событиям и личностям, таким как Тамерлан, Чингисхан, Шейх Мансур и Н. П. Слепцов. Кроме того, устное творчество ингушей включает обрядовые песни о свадьбах, похоронах и боях, а также загадки и басни.
Характер ингушской письменной литературы был направлен ингушским фольклором. Так, свою афористичность литература получила вследствие влияния от пословиц и поговорок; присутствующие в идейно-эстетической системе малых повествовательных жанров — в рассказе и очерке, положительный герой сказки и сатирические образы берут начало от фольклора; эстетизация идеального в сказаниях, как, например, патриотизм и «достойная личность», повлияла на прозаические жанры, в частности, на жанр исторического романа; драматургия получила свой драматизм от героико-эпических песен «илли». В то время, как фольклор влиял на литературу, он сам качественно развивался и обновлялся.

## Зарождение письменной литературы в царские годы
В годы Российской империи попытки создания отдельной ингушской письменности часто оказывались безуспешными, поскольку царисты не допускали развития национальных культур, включая литературу и её письменность, во имя русификации. Поэтому попытки создания ингушского литературного языка также терпели неудачу.
С середины XIX века начала зарождаться ингушская письменная литература. Деятельность ингушской интеллигенции последней трети XIX — начала XX веков внесла большой вклад в формирование ингушской литературы, поскольку они пытались создать письменный язык и образцы литературных произведений. Их богатое и многожанровое наследие послужило основой для появления художественной литературы на ингушском языке.
В 1870—1910-х годы ингушская литература была широко представлена жанром очерка (исторического, художественного, документального и этнографического). Первые ингушские просветители XIX века Ч. Э. Ахриев, А.-Г. О. Долгиев, М. Котиев, братья А. Б. и И. Б. Базоркины и А. Тутаев записывали и обрабатывали фольклорные тексты на ингушском языке при помощи арабской и русской графики, издавали их в коллективных сборниках Кавказа, Санкт-Петербурга, Москвы, Ростова-на-Дону и др. Так, в 1870—75 годах первый ингушский этонограф Ч. Э. Ахриев издал историко-этнографические очерки в газете «Терские ведомости» и в «Сборнике сведений о кавказских горцах»: «О характере ингушей», «Присяга у ингушей», «Об ингушских женщинах», «Ингушские кладбища», «Ингушские праздники» и «Ингуши (их предания, верования и поверия)». Он также записал многие ингушские предания и нартские сказания и мифы.
Кроме того, ингушские арабисты, такие как Магомед Куркиев и Абдурахман Озиев, привнесли в литературу влияние арабской культуры и языка, распространив среди ингушей арабскую письменность и грамотность. Однако, это не получило широкого распространения и не привело к созданию литературного языка и формированию национальных литературных традиций.

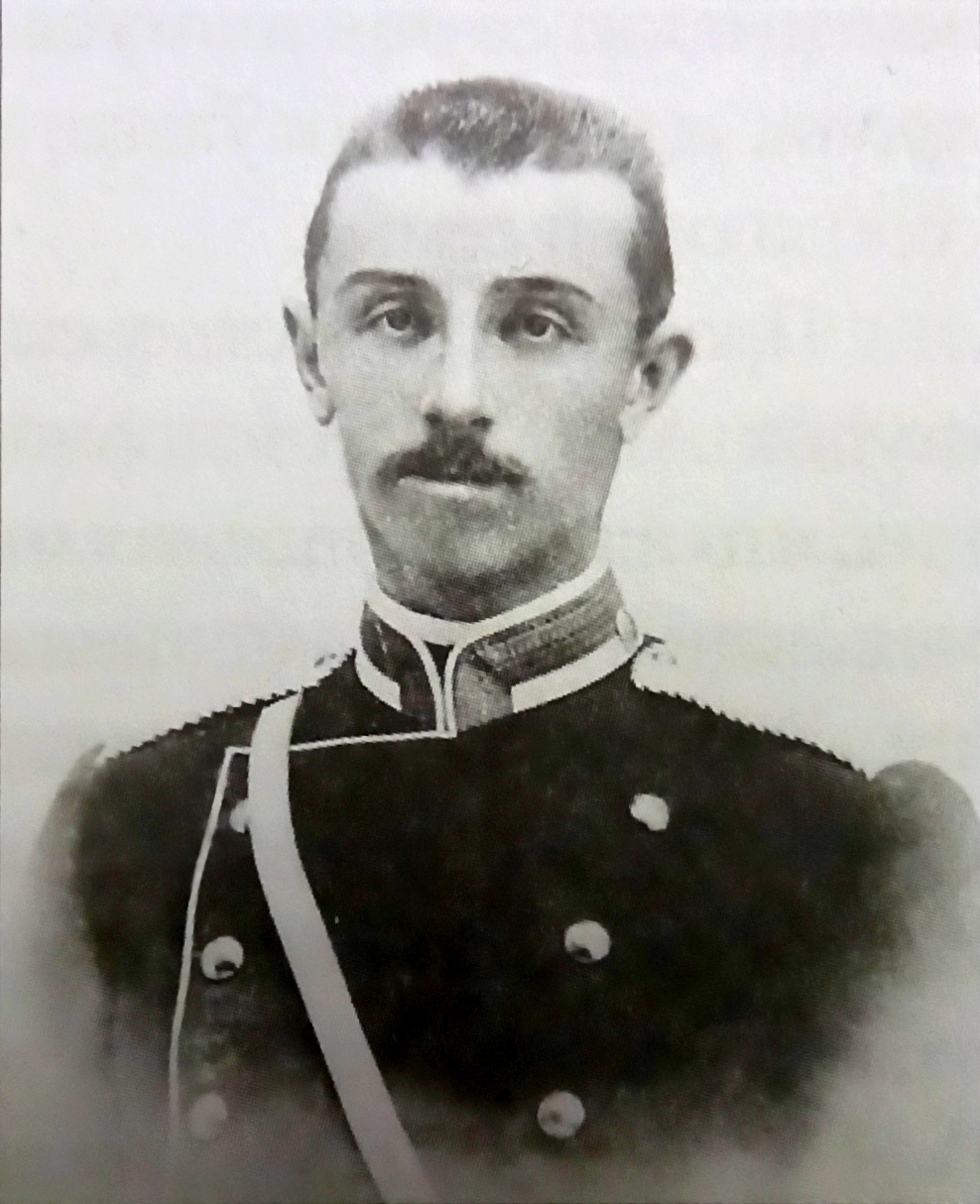
А. Б. Базоркин — первый ингушский литератор

А. Б. Базоркин первым в ингушской литературе ввёл элементы художественного повествования в этнографическом очерке «Горское паломничество» (1875). Он писал его с позиции художественного осмысления и познания действительности, углублялся в историю, духовный мир и общественно-политическую жизнь ингушского народа. В то же время как Базоркин публиковал свой очерк, Г. Г. Мударов написал на ингушском свой «Дневник», используя русскую и арабскую графику, в котором были рассказы, переводы, записи и т. д.
Во второй половине XX века в целом на просвещение и становление ингушской национальной лизературы заметное прогрессивиое влияние оказала русская культура и русская общественная мысль. В связи с этим в 1904—16 годах и появился ряд ингушских просветителей: С. Альмурзиев, А. Ужахов, О. Мурзабеков, братья М. И. и В.-Г. И. Джабагиевы, которые, вместе со сбором фольклорного материала, часто писали в периодических и книжных изданиях о жизни в ингушском обществе. Многочисленные очерки и корреспонденции этих очеркистов и публицистов издавались на русском языке в газетах и журналах Кавказа, Москвы и Санкт-Петербурга. Так, например, в газете «Санкт-Петербургские ведомости» учёный Б. Газиков обнаружил 40 статей В.-Г. И. Джабагиева: «Разбой и ингуши», «Ингуши и грамотность», «Кавказ, автономия и национальный вопрос», «К вопросу о высших учебных заведениях на Кавказе», «Инородцы в России», «По поводу закрытия Военно-грузинского тракта» и др.
В произведении О. Мурзабекова «Образцовый мулла» (1911) воспроизводился популярный в устном народном творчестве ингушей образ муллы, а «Старик Дамба» (1911), также основанный на устном народном творчестве, описывал поверья о нечистой силе и ведьмах. В этих произведениях присутствуют сатирические элементы, поскольку Мурзабеков критикует реальную жизнь, мораль и обычаи общества, связанные с суевериями и невежеством, ущемляющими интересы народа. В дальнейшем эти традиции проявились в сатирических рассказах ингушских писателей.
По мнениям И. А. Дахкильгова и Х. М. Мартазановой, главная особенность публицистики ингушской литературы начала XX в. это то, что в ней в основном уделялось внимание к исследованию современности как объекту изображения. Понимание смысла, задач и роли публицистики значительно изменялось у ингушских просителей. Они активно вмешивались в ход исторических событий и в реалии жизни современного ингушского общества, которых они видели через художественное осмысление. Литературоведы также отмечали, что главным образом выделялась социально-политическая публицистика через которую просветители пытались описать острые проблемы общественно-экономической жизни не только ингушского, но и в целом российского общества.

## Советский период

### До депортации
С установлением советской власти ингушская литература получила новый этап в развитии. Тогда развилось собственное книгопечатание, латинская письменность, литературная учёба и государственное финансирование, а также появились жёсткие идеологические рамки.
В 1918—20 годах А.-Г. С. Гойгов издал в газетах «Народная власть» и «Революционный горец» и др. ряд общественно-политических очерков: «Ингушский народ. Страдания ради свободы», «Конец грабежа», «Бывший союз горцев Северного Кавказа (его возникновение, цель и распад)», «Забытые», «Вверх по Ассе», «Записки коммуниста», «Как деникинцы сожгли селения Экажево и Сурхахи», «По горам Дагестана…» и др. Как отмечает М. Д. Яндиева, главные особенности этих очерков — социальная ангажированность, агитационная направленность и большевистская патетика.
Ингушский литературный язык сформировался в 1923 году, когда был создан новый алфавит на основе латинской графики, просуществовавший до 1938 года, когда его заменила кириллица, которая используется и по сей день. Значительный вклад в становление ингушской филологии внесли труды А. Н. Генко, Н. Ф. Яковлева, З. К. и Д. Д. Мальсаговых, Д. С. Имайнашвили, Ю. Д. Дешериева и других. Кроме того, важным событием в духовной и культурной жизни ингушского народа стало появление первой национальной газеты ингушей «Сердало» с 1 мая 1923 года. На её страницах развивалась ингушская литература, в том числе и жанр рассказа. В этот период в ингушской литературе доминировало публицистическое начало, а также значимым в литературном процессе был жанр очерка, способствовавший формированию рассказа. Ингушская повесть сложилась в начале XX века и оставалась ведущим жанром литературы вплоть до 60-х годов прошлого столетия. Собранный этнографический и фольклорный материал записывался на ингушском.
В 1923 году вышло в свет первое художественное произведение на ингушском языке — пьеса «Похищение девушки» драматурга З. К. Мальсагова. Он был основоположником ингушской драматургии, и после социально-бытовой пьесы Мальсагова «Похищение девушки», издал другую социально-бытовую пьесу «Кровная месть» в 1927 году. Мальсагов, как и Х.-Б. Ш. Муталиев с своей бытовой пьесой «Око за око, зуб за зуб» (1928), опирался на традиции ингушской народной драмы.
Из-за быстрого развития просвещения в Ингушской автономной области, начавшееся с июля 1924 года, и которое велось в школе и на курсах учителей во Владикавказе, в Ингушской педагогическом техникуме, в сельских школах и в пунктах ликвидации безопасности, была создана научно-исследовательская база в Ингушетии. Это, в частности, созданный в 1924 году Ингушский музей и созданный в 1926 году Ингушский научно-исследовательский институт краеведения. В институте, наряду с ингушскими учёными, работали Б. К. Далгат, Л. П. Семёнов, Н. Ф. Яковлев и др. В том же году начали выходить «Известия Ингушского научно-исследовательского института краеведения»
В 1924 году было создано Ингушское литературное общество, а в 1928 году — Ингушская ассоциация крестьянских революционных писателей. Члены общества записывали памятники ингушского фольклора и издавали учебную, научную, краеведческую и художественную литературу. Ассоциация совместно с редакцией газеты «Сердало» выступила с обращением к ингушской молодёжи, в котором подчёркивалось значение писателей в обработке ингушского языка и развитии ингушской культуры. Молодёжь также призывалась учиться писать на латинской графике, создавать литературные произведения и присылать их в редакцию «Сердало».
Основоположником жанра очерка на ингушском является Т. Д. Беков. В 1920-х годах он написал ряд очерков: «Ранняя весна», «Курсы учителей», «Приезд Калинина во Владикавказе», «Приобретение ушло по предназначению» и др. Документальные очерки о гражданской войне в Ингушетии на ингушском написали Б. Х. Дахкильгов («Через трупы»), Х. С. Осмиев («За власть Советов») О. А. Мальсагов («Война за Плиево») и С. Д. Долтмурзиев («Красный Верден»). По жанру рассказа и новеллы в 1920-е годах писали С. Альдиев, Ханиев, Ш. Ахушков, А. Баркинхоев и И. Ахриев. М. Д. Яндиева считает наиболее разработанным жанр рассказа у А.-Г. С. Гойгова. Это рассказы «Сон горянки», «Нана-пленница», «Маленькие мученики», «Ночные рыцари» и «Месть Дербича», которые являются романтическими повествованиями, включающие фольклорные элементы.
Первая повесть в ингушской литературы на русском языке — «Адский остров» С. А. Мальсагова вышла в свет в 1926 году в Лондоне. Она является документальной повестью о ГУЛАГе, в которой, как отмечает М. Д. Яндиева Мальсагов — офицер добровольческой армии, рассказывал в жестокой и предельно лаконичной манере о пережитом в Соловецком лагере и совершённом им побеге. Позже, в 1992 году, повесть была впервые издана в России. Она также впервые в истории повествовала о Соловецком лагере. В 1927 году Гойгов написал повесть на русском языке «Джан-Гирей», которая рассказывала об учести ингушского крестьянина-эмигранта, который искал счастливую долю в капиталистическом среде. В повести «Пробуждение» он описывал дореволюционную жизнь в Ингушетии через точку зрения мальчика. Историко-революционная повесть «Серго» написана, основываясь на личном знакомстве Гойгова с С. Орджоникидзе.
Хотя развитие прозы несколько задержалось в отличие от драматургии и поэзии, проза добилась в ингушской литературе больших успехов по широте отражения действительности. Помимо произведений Т. Д. Бекова, основу ингушской прозы заложили произведения А.-Г. С. Гойгова и С. Долтмурзиева. Кроме того, в становлении прозы в ингушской литературе сыграли свою роль очерки, рассказы и повести писателей, не ставших известными прозаиками, как, например, С. Алдиев, З. К. Мальсагов, Б. Х. Дахкильгов, Ш. Ахушков, А. Баркинхоев и И. Г. Ахриев. После зарождения прозы её дальнейшее развитие внесли такие писатели, как Х. С. Осмиев, Б. Х. Зязиков и Х.-Б. Муталиев, которые впоследствии стали ведущими писателями ингушской литературы. Успехи общей литературы были неотделимы от просветительской, фольклорной и научной работы.
Поэзия, в отличие от драматургии, на первых порах развивалась довольно медленно. С 1923 года начинают писать свои стихи А. И. и С. И. Озиевы, Т. Д. Беков, позднее — Б. Х. Дахкильгов, Ф. К. Мальсагова, Х.-Б. Ш. Муталиев. В ингушской литературе появилось много молодых поэтов, творчество которых опиралось на богатые традиции народной поэзии. Особенно востребованной была поэзия, отличавшаяся мастерством и органичным соответствием формы и содержания контексту времени. В 1920-х годах поэзия была представлена циклами русскоязычных сатирических куплетов в сатирическом отделе газеты «Сердало» — «Ингкрокодил» и переводами З. К. Мальсагова, Т. Д. Бекова и М. Ф. Аушева произведений русской классической поэзии. Стихотворения Т. Д. Бекова и М. Ф. Аушева («Дешар», «Пауки», «Будущему») были по характеру назидательные, а также агитационно пафосные. С 1928 года издаются стихи на ингушском языке А. И. и С. И. Озиевых. В поэмах и балладах «Две эпохи» и «Октябрь наступил» Т. Д. Бекова, «Калым и Тамара» (первая поэма в ингушской литературе) С. И. Озиева и «Сон Гармахи» Сампиева актуализировалась тема революции и раскрепощения горянки. Они были написаны следуя народной этической традиции: трёхсложный размер с ударением на первый слог, и ритм, где используется одинаковое число ударных слогов в смежных стихах и т. д.
Социалистическое строительство в 1930-е годы направило тематику драматических произведений писателей А. Далиева и Гайсанова («Мюрид»), Б. Х. Дахкильгова («Знахарка»), Х.-Б. Ш. Муталиева («Культармейцы»), О. А. и Д. Д. Мальсаговых («Перелом»). Как оценивала М. Д. Яндиева, эти произведения являлись больше общественно-политическими, нежели художественными — в них использовалась эстетизация схемы, где «тёмному прошлому» противопоставлялось «светлое настоящее».
Во 2-й половине 1930-х годов главным образом развилась поэзия. Поэты А. И. и С. И. Озиевы, Х.-Б. Ш. Муталиев, юный Д. Х. Яндиев издавали свои стихи в коллективных сборниках «Песни» и «Наши песни». В отличие от других поэтов, Муталиев и Яндиев издавали свои собственные сборники: «На посту» и «Зеркало времени». Сборники были посвящены социалистической родине, идеалам коммунизма и родной природе. Как отмечает М. Д. Яндиева, из ингушских поэтов выделялся Д. Х. Яндиев самобытностью, оригинально выраженной глубоким лирическим переживанием и афористичностью своих стихотворений «Мать поёт», «Колыбельная», «Любимой», «Бейся, сердце», «Слеза» и тд. По мнению И. А. Дахкильгова и Х. М. Мартазановой вершиной ингушской поэзии в это время стала поэзия Дж. Х. Яндиева, главными темами и мотивами которой были родина, природа, любовь, родной язык, мать и поэзия.. Жанр поэмы был представлен Д. Д. Мальсаговым (историческая поэма «Арамхи») и Х.-Б. Ш. Муталиевым («Новые гости»). Как и в прозе, в них использовалась дихотомия, где противопоставляли прошлому настоящее.
В 1930-х годах появился жанр фельетона на ингушском языке. Используя псевдоним «Темарко», Х. С. Осмиев, Х.-Б. Ш. Муталиев и М. М. Мальсагов написали серию фельтенов на ингушском, которые были предназначены для широкой публики. Жанр документального очерка развился на историко-революционные темы в ингушской литературе: «Бои в Долаково» О. А. Мальсагова, «Ингушетия в революционном движении» А. М. Шадиева. Также развилась художественная проза, писавшаяся в духе социалистического реализма: рассказы «Похищение девицы» О. А. Мальсагова, «Хасан» А. Богатырёва, «Идут большевики» Х.-Б. Ш. Муталиева и «Фадиман» Х. С. Осмиев.
Переводная литература была востребована народом. Она способствовала и созданию национальной литературы оказывая большую практическую помощь. Писатели и поэты не только получили возможность почитать произведения русской литературы в оригинале, но и в ингушских переводах, а зачастую и сами занимались переводом. Как отмечали И. А. Дахкильгов и Х. М. Мартазанова, переводческая работа в Ингушетии была так широко представлена, что в начале было больше переводной литературы нежели оригинальных произведений ингушской литературы.
Ингушская литература начала 1940-х годов, в частности 1941—43 годов, была представлена публицистикой, военными корреспонденциями и очерками И. М. Базоркина, Б. Х. Зязикова, антифашистской поэзией Х.-Б. Ш. Муталиева, С. И. Озиева, Дж. Х. Яндиева и М. М. Хашагульгова. Написанные Базоркином пьесы в жанре героической драмы были поставлены в 1940—42 годах: «В эти дни» (1940), «Капитан Ибрагимов» (1941). В 1943 году был издан сборник публицистических статей и очерков Базоркина «В бой» и русскоязычный сборник антивоенной патриотической лирики Яндиева «Сердце матери».
В предвоенные годы выступили поэты Ю. Чахкиев, К. Чахкиев, А. А. Ведзижев и А. Хамхоев со своими первыми стихотворениями, поэтический рост которых пришёлся на 1940—1950-е годы.

### После депортации
Вторая половина XX в. стала новым этапом в развитии ингушской литературы. Как отмечают И. В. Дахкильгов и Х. М. Мартазанова общественно-политические и духовные изменения, произошедшие в жизни ингушского народа после депортации и сталинских репрессии, оставили значительный след и на литературу. Период депортации был трагическим для ингушской литературы, так не были созданы художественные произведения из-за отсутствия у ингушских писателей возможности заниматься творчеством.
Благодаря XX съезду КПСС были восстановлены права ингушей, чеченцев и других репрессированных народов СССР, из-за чего ингушские писатели постепенно начали возвращаться к литературной работе. На страницах чеченоязычной газеты «Знамя труда» (1956—58) издавались, наряду с чеченскими писателями, и ингушские писатели — Х.-Б. Ш. Муталиев, И. М. Базоркин, Дж. Х. Яндиев, Б. Х. Зязиков и Х. С. Осмиев. В 1956 году в городе Фрунзе был издан сборник ингушских поэтов, писателей и драматургов «Весна» (на ингушском язык; сост. Дж. Х. Яндиев), а в 1958 году в Москве — антология «Чечено-ингушская поэзия» (сост. Дж. Х. Яндиев, Х.-Б. Ш. Муталиев и М. А. Мамакаев), в которой вошли ингушская поэзия и фольклор. С 1958 году возобновилось издание газеты «Сердало» и начал издаваться литературный альманах «Утро гор». На страницах последнего издавались произведения молодых талантливых авторов по оценке И. А. Дахкильгова и Х. М. Мартазановой.
В 1957 году были восстановлены Союз писателей Чечено-Ингушетии и Чечено-Ингушский научно-исследовательский институт истории, языка и литературы, которые способствовали развитие профессиональной литературной критики. В конце 1950-х — начале 1960-х годов вышли на арену литературные критики А. У. Мальсагов, А. У. Костоев и И. А. Дахкильгов.
Проза конца 1950-х годов — начала 1960-х годов была представлена очерком и повестью. И. М. Базоркин издал в 1959 году русскоязычную историко-революционную повесть «Призыв», написанная на основе одного из эпизода гражданской войны в Ингушетии. Очерк был востребован именно в это время из-за его идейно-стилистических особенностей — определённое событие на злобу дня, динамичный сюжет и разговорный язык, когда собирался опыт жанра повести для крупных прозаических жанров. В 1958 году Б. Х. Зязиков издал сборник рассказов и очерков «Воля советского человека», который в основном содержал очерки военных лет, которые он не мог издать в годы депортации. Позднее он издал сборники очерков на ингушском языке «Счастье» (1960) и «Красота до полудня — добродетель до смерти» (1961) на актуальные вопросы того времени, что способствовало возрождению ингушской прозы. В жанре очерка к теме Гражданской войны и социалистического строительства в Ингушетии обращался Х.-Б. Ш. Муталиев, который издал в 1959 году сборник очерков и рассказов «У друзей». В 1961 году был издан коллективный сборник очерков «По дорогам семилетки» Б. Х. Зязикова, А. А. Ведзижева, М. М. Хашагульгова и Х.-Б. Ш. Муталиева. Как следует из названия, он написан в традиционной для национальной литературы тех лет идейной направленности и в духе социалистического реализма.
Благодаря трём крупным повестям на ингушском языке — социально-бытовая «Райхант» (1959) А. Х. Бокова, историко-революционная «Именем революции» и документальная «Девять дней из жизни героя» (1964; в русском переводе) Б. Х. Зязикова, появление романа в ингушской литературе получило сильный толчок. Ингушский роман 1960-х годов эволюционировал от бытового этнографического описания жизни (роман И. М. Базоркина «Из тьмы веков», 1968; на русском языке) к описанию историко-революционного конфликта (дилогия А. Х. Бокова «Сыновья Беки», 1967—69; на ингушском языке). Одновременно появилась социально-психологическая повесть А. П. Мальсагова «Расплата» (1967; на русском языке). Роман Базоркина «Из тьмы веков» стал главной книгой ингушской литературы XX века.
Как отмечают И. А. Дахкильгов и Х. М. Мартазанова, в прозаических произведениях И. М. Базоркина, А. Х. Бокова, С. И. Чахкиева, Х.-Б. Ш. Муталиева, Б. Х. Зязикова, А. А. Ведзижева, М.-С. А. Плиева и др. присутствуют попытки писателей всесторонне и художественно описать явления жизни и психологической мотивации поступков героев, а также широко размышлять закономерность исторического развития. Одновременно как в описании исторических событий, так и в размышлении современных проблем, героическое и положительное начало в жизни общества подвергается углублённому трактовке.
Писатели стремились найти способы создания широких реалистических и психологических описаний и вносили вклад в художественное размышление и решение общих задач литератур народов СССР: история народа, роль личности в ней, личность и общество, новый герой в новых исторических условиях, национальная специфика героя и т. д. Однако главной, по оценке И. А. Дахкильгова и Х. М. Мартазановой, в жанре романе оставалась общая концепция человека, который ломает все социальные, политические и идеологические факторы, оказывающие влияние на образ героя, характер конфликта и поэтику.
Поэзия конца 1950-х и 1960-х годов представлена в основном творчеством Дж. Х. Яндиева (сборники «Горская песня» ,1958), «Стихотворения» (1958), «Стихи» (1961), «В полдень» (1963), «Эхо в горах» (1964), «Мысли» (1966), «Лавина» (1967), «Утренние мысли» (1967); Х.-Б. Ш. Муталиева (сборники «Трудный день», 1958; «Ветер времени», 1962; «Мысли», 1963, «В пути», 1964), Х. С. Осмиева (сборники «Голос сердца», 1958; «Моя родина», 1961; «Счастье в труде», 1962; «Радостные горы», 1965; «Приметы времени», 1966; «Звени, моя песня», 1966; «Избранные произведения», 1968), С. И. Озиева (сборники «Дорога к счастью», 1960; «Горный сокол», 1963; «Весна», 1964), А. Э. Хамхоева (сборники «Светлое счастье» (на рус.), 1965; «Родник счастья», 1969).
Основными темами произведений этих годов были родина и возвращение в неё. Поэтические образцы представлены в философской (Дж. Х. Яндиев) и пейзажной (Х. С. Осмиев) лирике. Чётко оформился жанр лирической миниатюры в творчестве Дж. Х. Яндиева, развившись позднее в поэзии Г. А. Гагиева. Между тем, особняком стояла лирика поэта-диссидента А. Т. Хашагульгова, который опубликовал сборники стихов «Страна гор» (1985), «Первый цветок» (1987), «Доверие» (1998), «Отцовы башни, отцовы селения» (1998) и «Ты» (1998). М. Дж. Яндиева считает, что в цикле «Апокрифы» его поэзия является высоким примером стоицизма и праведничества, а в цикле миниатюр «Капли дождя» — лирической рефлексией, в которой присутствуют трагические мотивы. В 1963 году С. И. Чахкиев написал первую ингушскую драматическую поэму «Чаша слёз».
В драматургии 1960-х годов преобладали пьесы А. Х. Бокова («Не вкусивши горького», 1964), И. М. Базоркина («Дороги любви», 1966; на русском языке), С. И. Чахкиева (героическая драма «Когда гибнут сыновья», 1964; пьеса в жанре детской литературы — «Пип», 1965) и А. П. Мальсагова (пьеса в жанре детской литературы — «Расплата», 1969; на русском языке).
В прозе 1970-80-х годов развились крупные жанры. Тогда были опубликованы повести А. П. Мальсагова на русском языке «Лорс рисует афишу» (1972) и «Звезда над Эльбрусом» (1974), документальная повесть для юношества «Гапур из Сунжа-Юрта» (1974), «Поджог» (1976) и «Возмездие» (1980) А. А. Ведзижева и повесть С. И. Чахкиева «Отцовская песня» (1971), в которой морально-нравственная проблематика и др. Романы в эти годы были посвящены главным образом теме историко-революционного прошлого и коллективизации в Ингушетии, где делался уклон на документальность (выбор исторических событий, персонажей, места действия и т. д.). Это романы «Волчьи ночи» (1970) С. И. Чахкиева, «Багровый закат» (1974) А. Х. Бокова, «Возмездие» (1980) и «Остывший очаг» (1989) А. А. Ведзижева, «Трудный перевал» (1982) и «Бой на рассвете» (1984) М.-С. А. Плиева. Что касается романов на современные темы, они были представлены романами А. П. Мальсагова «Человек, которому всегда трудно» (1976; на русском языке), «Звезда среди звёзд» (1979), «Юрский горизонт» (1982) и «Разорванный круг» (1989) А. Х. Бокова. В жанре рассказа в эти годы плодотворно, по оценке М. Д. Яндиевой, писали А. А. Ведзижев, С. И. Чахкиев, М.-С. А. Плиев и А. П. Мальсагов.
Драматургия 1970—80-х годов представлена психологической драмой А. П. Мальсагова «Расплата» (1971; на русском языке), «Дело жизни. К юрскому горизонту» (1981) А. Х. Бокова, рассказывающая о жизни нефтяников, и драма С. И. Чахкиева «Последний» (1971).
Ингушская поэзия этих годов представлена сборниками стихов Дж. Х. Яндиева «Избранное» (1976) и «Весенний зов» (1986; посмертно), сборники лирикой гуманистического содержания «Под солнцем» (1971; на русском языке"), «Тополя в цвету» (1969), «Первый лист» (1973), «Орёл над скалой» (1976), «Ловец» (1978), «Танцующий дождь» (1976) и «Утренние деревья» (1988) Г. А. Гагиева. Лиро-эпическая поэзия И. И. Торшхоева (книги «Колокольчики любви», 1980; на русском языке: «Искры очага», 1981; «Путь к себе», 1986; «Под буркой», 1988; «Бумеранг», 1991) развивала фольклорную традицию, согласно которой восприятие природы приобретает характер нравственного знания, идущего от Бога, и является этическим началом в жизни человека. Классическую традицию ингушской поэзии с её философской направленностью продолжала поэзия М. С. Вышегурова, издавший сборники стихов «Благородство» (1982), «Ласка» (1987) и «Песня» (1990).

## Современная
С началом перестройки стал публиковаться ингушский поэт-диссидент А. Т. Хашагульгов. Конец 1980-х — начало 1990-х годов был сложным периодом для ингушской литературы, как отмечает М. Д. Яндиева. На неё повлияли политические факторы: осетино-ингушский конфликт в Пригородном районе Северной Осетии и Первая чеченская война в Чечне. Был разрушен Союз писателей ЧИАССР, ингушские писатели стали беженцами из-за конфликтов и были уничтожены архивы. Через всё это были вынуждены пройти ингушские писатели. Союз писателей Ингушетии был создан в декабре 1992. Первым председателем правления был выбран  М.С. Вышегуров. В 1997 году по инициативе А. У. Мальсагова был выпущен журнал «Литературная Ингушетия».
В 1990-е — начала 2000-х годы были написаны произведения в жанре документальной и исторической прозы. Это эссе и романы-эпопеи И. А. Кодзоева (первая в ингушской литературе роман-эпопея на ингушском языке «Ингуши» в 7 книгах) и др. Поэзия (на русском и ингушском языках) в это время представлена социально-публицистической лирикой и философско-медитативными сонетами Р. М. Цурова. Между тем, дали о себе знать новые писатели: Д. Балаева, Э. Газдиева, М. Льянова, Э. Сусуркиева, Э. Теркакиева, Т. Чаниева, Б. Шадыжев и др. Из-за отсутствия цензуры и утери государственного контроля на издательскую и творческую деятельность интеллигенции литераторы теперь имели возможность писать и издавать свои произведения, не занимаясь при этом литературой профессионально, что плохо повлияло на качество литературы. Возросло количество членов Союза писателей Ингушетии и обладателей звания «Народного писателя (и поэта) Ингушетии». В 2000-х годах читатели были ознакомлены с ранее неизвестными произведениями М. Ф. Аушева, Ш. Ахушкова и Н. Базоркина. Лучшие, по мнению М. Д. Яндиевой, стихи Г. А. Гагиева, посвящённые природе и о её связи с человеческим бытием были включены в его сборники «Молитва родному краю» (2001), «С тобой» (2001), «Красавица муха» (2001) и «Поэтические произведения в трёх томах» (2002).

### Комментарий
1. ↑  В советском литературоведении утверждалось, что ингушской литература, как и многие другие национальные литературы Северного Кавказа, зародилась в 1917 году. Этот тезис, однако, отвергается современными ингушскими литературоведами в силу найденных новых фактов об ингушской литературе[10].
2. ↑  в окончательной редакции — «Рождение ненависти» (1942)[24]